# Porpác vasútállomás
Porpác vasútállomás egy Vas vármegyei vasútállomás, melyet a GYSEV üzemeltet, a nevével ellentétben Bögöt településen, méterekre Bögöt és Csénye határvonalától.
Bögöt központjától körülbelül másfél kilométerre délre, Csényéétől 3,5 kilométerre nyugatra, a névadó Porpáctól pedig ugyancsak 3,5 kilométerre keletre helyezkedik el, a 8458-as út mentén.

## Vasútvonalak
Az állomást az alábbi vasútvonalak érintik:
- Hegyeshalom–Porpác-vasútvonal
- Székesfehérvár–Szombathely-vasútvonal

## Kapcsolódó állomások
A vasútállomáshoz az alábbi állomások vannak a legközelebb:
- Vép vasútállomás (Szombathely vasútállomás, Hegyeshalom–Porpác-vasútvonal, Székesfehérvár–Szombathely-vasútvonal)
- Sárvár vasútállomás (Székesfehérvár vasútállomás, Székesfehérvár–Szombathely-vasútvonal)
- Ölbő-Alsószeleste vasútállomás (Hegyeshalom vasútállomás, Hegyeshalom–Porpác-vasútvonal)

## Forgalom
| Járat            | Útvonal | Gyakoriság                                       |
| ---------------- | --- | ------------------------------------------------ |
| személyvonat     | Celldömölk – Kemenesmihályfa – Nagysimonyi – Ostffyasszonyfa – Sárvár – Porpác – Vép – Szombathely | Napi 5 pár                                       |
| személyvonat     | Veszprém – Márkó – Herend – Szentgál – Városlőd – Városlőd-Kislőd – Ajka – Ajka-Gyártelep – Devecser – Somlóvásárhely – Tüskevár – Karakószörcsök – Kerta – Boba – Nemeskocs – Celldömölk – Kemenesmihályfa – Nagysimonyi – Ostffyasszonyfa – Sárvár – Porpác – Vép – Szombathely            | Napi 3-4 pár                                     |
| személyvonat     | Szombathely – Vép – Porpác – Ölbő-Alsószeleste – Pósfa – Hegyfalu – Vasegerszeg – Vámoscsalád – Répcelak – Csánig (– Dénesfa) – Beled – Vica (– Páli-Vadosfa) – Magyarkeresztúr-Zsebeháza – Szil-Sopronnémeti – Csorna                                                                       | Kb. 2-4 óránként                                 |
| személyvonat     | Szombathely – Vép – Porpác – Ölbő-Alsószeleste – Pósfa – Hegyfalu – Vasegerszeg – Vámoscsalád – Répcelak – Csánig (← Dénesfa) – Beled – Vica (← Páli-Vadosfa) – Magyarkeresztúr-Zsebeháza – Szil-Sopronnémeti – Csorna – Bősárkány – Hanságliget – Jánossomorja – Mosonszolnok – Hegyeshalom | Napi 1 Hegyeshalom felé, napi 4 Szombathely felé |
| Bakony InterCity | Budapest-Déli – Budapest-Kelenföld – Székesfehérvár – Várpalota – Pétfürdő – Öskü – Hajmáskér – Veszprém – Ajka – Devecser – Somlóvásárhely – Karakószörcsök – Boba – Celldömölk – Kemenesmihályfa – Nagysimonyi – Ostffyasszonyfa – Sárvár – Porpác – Vép – Szombathely                     | Napi 1 pár                                       |